# (18662) Erinwhite
(18662) Erinwhite (1998 FV42) – planetoida z pasa głównego asteroid okrążająca Słońce w ciągu 4,78 lat w średniej odległości 2,84 j.a. Odkryta 20 marca 1998 roku.